# Сайнбуянгийн Амарсайхан
Сайнбуянгийн Амарсайхан — политик, бывший мэр Улан-Батора, заместитель премьер-министра Монголии.

## Биография
Родился 13 июня 1973 года в Нахайлском районе Улан-Батора.
В 1991 году он закончил обучение в «Академик Пик» в родном районе Улан-Батора. Также окончил в 1996 году Институт Фресно в Калифорния, а в 2000 году — Юго-Западный университет США.
Знает монгольский, английский, китайский, русский языки.

### Родственники
Жена — телеведущая и актриса.

## Галерея

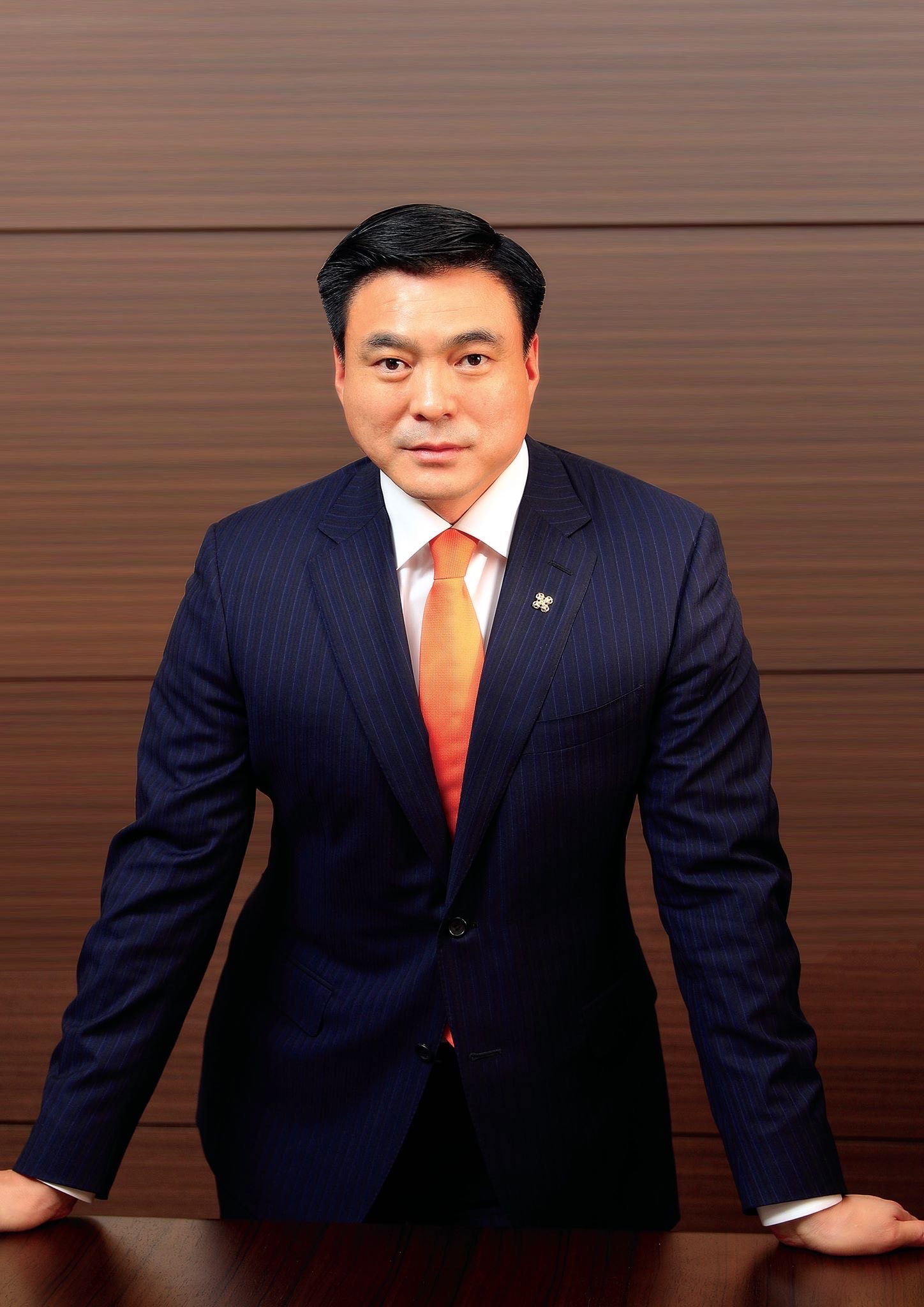
Официальный портрет
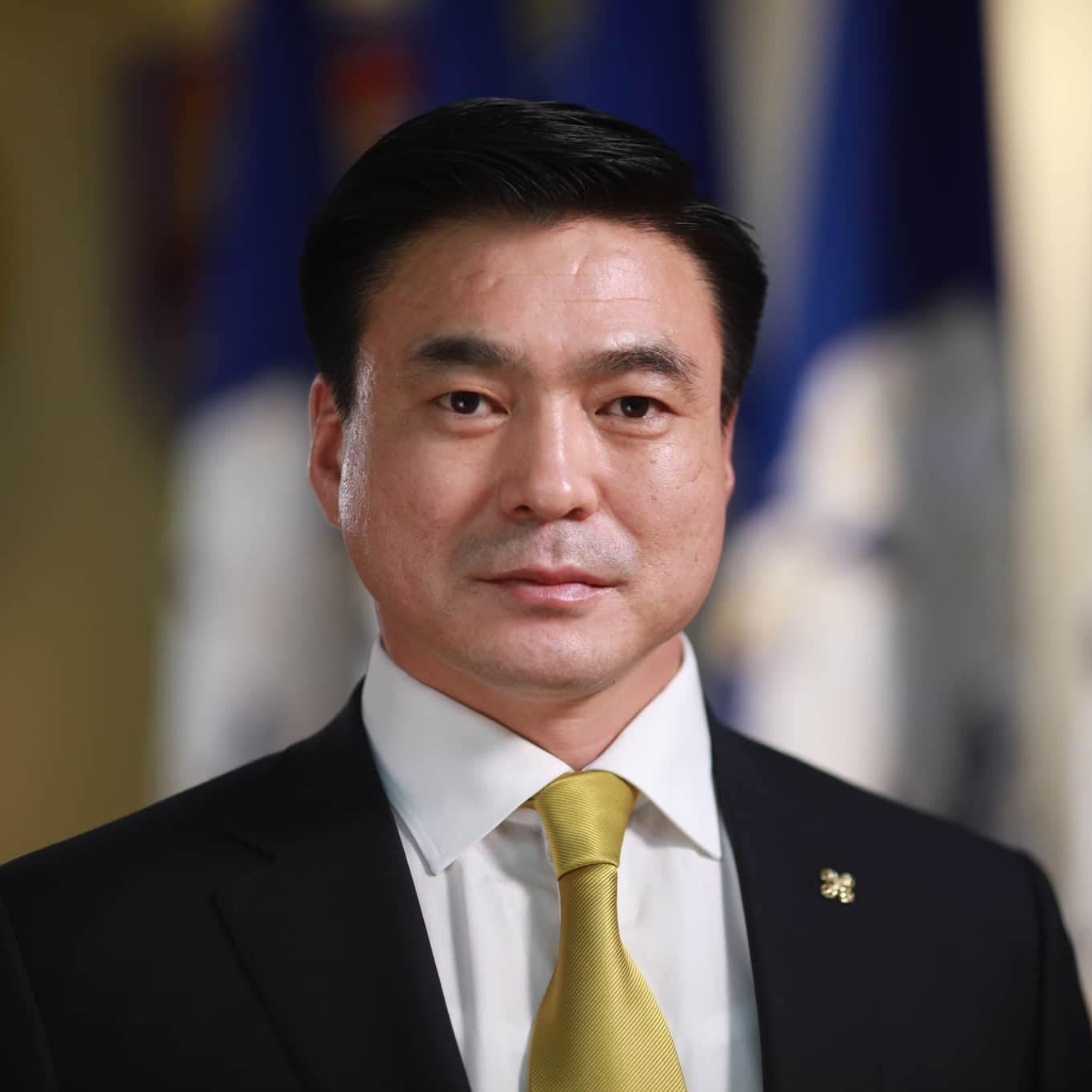
Рабочее фото
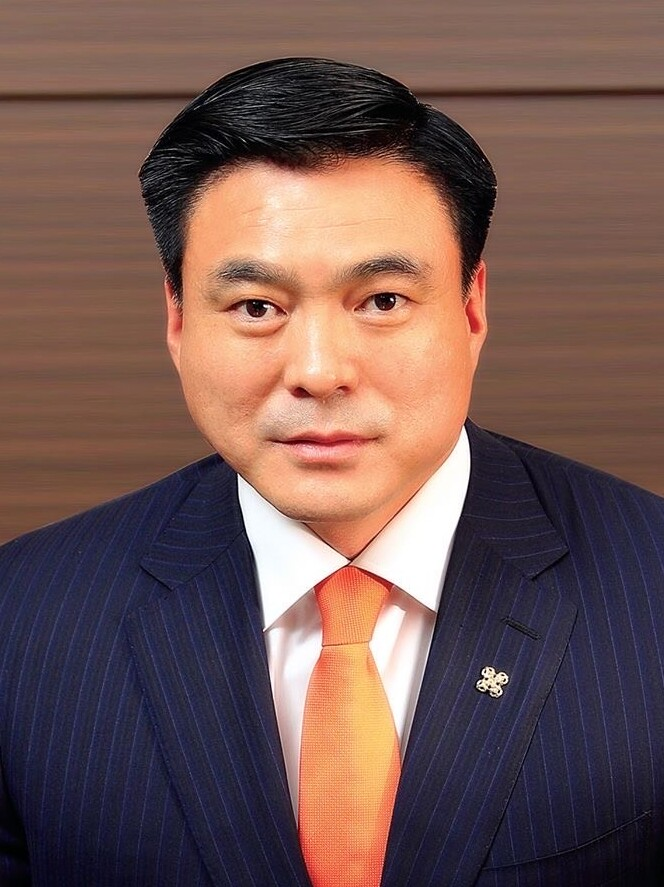
Официальный портрет крупным планом